# Tim Balme
Timothy Guy Balme (18 de enero de 1967), más conocido como Tim Balmes, es un actor neozelandés reconocido por haber interpretado a Greg Feeney en la serie Shortland Street y a Mike Johnson en la serie The Almighty Johnsons.

## Biografía
Tim tiene un hijo Sam Balme nacido en 1987 de una relación anterior.
Es amigo del famoso director Peter Jackson y del actor Michael Galvin.
En 1994 se casó con la actriz y directora Katie Wolfe, la pareja tiene dos hijos Edie Balme nacida en el 2001 y un hijo Nikau Balme nacido en el 2006.

## Carrera
Timothy es ganador del premios de teatro Chapman Tripp en Nueva Zelanda por el mejor en los escenarios de Nueva Zelanda.
Tim, su esposa Katie, Simon Bennett y la actriz Robyn Malcolm fundaron la compañía "New Zealand Actors' Company", la cual hizo tres producciones antes de ser disuelta.
El 9 de febrero de 1994 se unió al elenco recurrente de la serie Shortland Street donde dio vida al vendedor de drogas Greg Feeney hasta 1996. Tim regresó a la serie en 1999 y su última aparición fue el 17 de febrero de 2000 después de que su personaje decidiera irse junto con Caroline Buxton (Tandi Wright).
En el 2001 se unió al elenco de la serie Mercy Peak donde interpretó al oficial de la policía Ken Wilder.
En el 2006 se unió al elenco principal de la serie Maddigan's Quest donde dio vida a Yves.
En el 2007 apareció en la película The Tattooist donde dio vida al padre de Jake (Jason Behr).
En el 2010 apareció como invitado en la serie Outrageous Fortune donde interpretó a Quentin Bates, un asociado de Bailey Wilson.
En febrero del 2011 se unió al elenco recurrente de la serie Nothing Trivial donde interpretó a Jules, el padre de Celeste Duvall (Manon Blackman) hasta el 2012.
Ese mismo año se unió al elenco principal de la serie The Almighty Johnsons donde interpretó a Mikkel "Mike" Johnson, la encarnación humana de Ullr, el dios de la caza y los juegos, hasta el final de la serie en septiembre del 2013.
Actualmente Balme es el jefe de desarrollo de South Pacific Pictures.

## Filmografía

### Series de televisión
| Año                            | Título                     | Personaje         | Notas                 |
| ------------------------------ | -------------------------- | ----------------- | --------------------- |
| 2011 - 2013                    | The Almighty Johnsons      | Mike Johnson      | 36 episodios          |
| 2011 - 2012                    | Nothing Trivial            | Jules             | 11 episodios          |
| 2010                           | Outrageous Fortune         | Quentin Bates     | 2 episodios           |
| 2006                           | Maddigan's Quest           | Yves              | 10 episodios          |
| 2004 - 2005                    | P.E.T. Detectives          | Hombre Sonriendo  | 2 episodios           |
| 2001 - 2002                    | Mercy Peak                 | Ken Wilder        | 33 episodios          |
| 1999                           | Greenstone                 | Padre Michael     | -                     |
| 1998                           | The Legend of William Tell | Alum              | episodio "Combat"     |
| 1994, 1995 - 1996, 1999 - 2000 | Shortland Street           | Greg Feeney       | -                     |
| 1991                           | Away Laughing              | Varios Personajes | -                     |
| 1990                           | Shark in the Park          | Barry             | episodio "Diversions" |

### Películas
| Año  | Título                     | Personaje             | Notas |
| ---- | -------------------------- | --------------------- | --- |
| 2010 | No Reason                  | Patólogo              | junto a Irene Holzfurtner, Matthias Engel, Alexander Gamnitzer, Alex Pflingler, Andreas Pape y Annika Strauss  |
| 2007 | The Tattooist              | Padre de Jake         | junto a Jason Behr, David Fane, Robbie Magasiva, Nathaniel Lees, Michael Hurst y John Bach                     |
| 2004 | Not Only But Always        | Maestro de Ceremonias | junto a Rhys Ifans, Aidan McArdle, Jodie Rimmer, Jonathan Aris, Alan Cox y Richard Durden                      |
| 2004 | Deceit                     | Kevin Ordell          | junto a Marlo Thomas, Vondie Curtis-Hall, Brett Cullen, Emily Barclay, William Devane y Andrew Robertt         |
| 2003 | For Good                   | Grant Wilson          | junto a Michelle Langstone, Miranda Harcourt, Tim Gordon y Adam Gardiner                                       |
| 2002 | The Vector File            | Paul                  | junto a Casper Van Dien, Catherine Oxenberg, India Oxenberg, Will Wallace y Craig Hall                         |
| 2001 | Exposure                   | Brad                  | junto a Ron Silver, Alexandra Paul, Susan Pari, Paul Gittins y Elizabeth Hawthorne                             |
| 1998 | Via Satellite              | Ken                   | junto a Danielle Cormack, Karl Urban, Jack Chan, John McBeth y Donna Akersten                                  |
| 1996 | Jack Brown Genius          | Jack Brown            | junto a Nicola Murphy, Marton Csokas, Stuart Devenie, Edward Campbell y Lisa Chappell                          |
| 1996 | Planet Man                 | Ant                   | corto - junto a Katie Wolfe, Murray Keane y Gareth Howells                                                     |
| 1996 | Headlong                   | Arthur                | corto - junto a Meryl Main, Ian Hughes, Deidre Jamieson, Bruce Brown, Mark Prowse y Steve Doherty              |
| 1994 | Tin Box                    | Adam                  | junto a Marshall Jones, Colin McColl y Joanne Simpson                                                          |
| 1994 | Hercules in the Underworld | Lycastus              | junto a Kevin Sorbo, Anthony Quinn, Tawny Kitaen, Marley Shelton, Cliff Curtis, Michael Hurst y Rose McIver    |
| 1994 | La vie en rose             | Padre                 | corto - junto a Katie Wolfe                                                                                    |
| 1994 | The Last Tattoo            | Jim Mitchell          | junto a Desmond Kelly, Katie Wolfe, Mark Raffety, John Bach, Kerry Fox, Elizabeth Hawthorne y Danielle Cormack |
| 1992 | Braindead                  | Lionel Cosgrove       | junto a Diana Peñalver, Elizabeth Moody, Brenda Kendall, Stuart Devenie y Jed Brophy                           |

### Narrador
| Año  | Programa      | Notas                  |
| ---- | ------------- | ---------------------- |
| 2002 | Extreme Force | 6 episodios - narrador |

### Escritor
| Año         | Título                   | Notas                                            |
| ----------- | ------------------------ | ------------------------------------------------ |
| 2014        | The Brokenwood Mysteries | escritor                                         |
| 2013        | White Lies               | desarrollo del guion                             |
| 2013        | The Blue Rose            | 4 episodios - escritor - storyliner              |
| 2011 - 2012 | The Almighty Johnsons    | 2 episodios - escritor                           |
| 2010        | Stolen                   | guion                                            |
| 2010        | Redemption               | corto - guion                                    |
| 2006 - 2009 | Outrageous Fortune       | 12 episodios - escritor 4 episodios - storyliner |
| 2009        | Diplomatic Immunity      | 2 episodios - escritor                           |
| 2005        | Interrogation            | episodio "Her Own Free WIll" - escritor          |

### Teatro
| Año               | Título                         | Personaje        | Director      | Teatro            | Notas                                             |
| ----------------- | ------------------------------ | ---------------- | ------------- | ----------------- | ------------------------------------------------- |
| 2010              | Horseplay                      | James K Baxter   | Simon Bennett | Maidment Theatre  | junto a John Leigh, Elizabeth McRae y Toni Potter |
| 2002              | Queen Leah                     | Regan            | Simon Bennett | -                 | -                                                 |
| 2000              | A Midsummer Night's Dream      | Oberon / Theseus | -             | -                 | -                                                 |
| 1999              | Much Ado About Nothing         | Benedick         | -             | Downstage Theatre | -                                                 |
| 1997 - 1998, 2000 | Jimmy Costello                 | Jimmy Costello   | Simon Bennett | -                 | -                                                 |
| 1996              | One Flesh                      | Neil             | -             | Downstage Theatre | -                                                 |
| 1996              | Hamlet                         | Hamlet           | -             | Circa Theatre     | -                                                 |
| 1994              | Ladies Night II – Raging On    | Craig            | -             | Mercury Theatre   | -                                                 |
| 1993 - 1994       | Let's Spend the Night Together | Rick             | -             | -                 | -                                                 |
| 1992              | Hang on a Minute Mate          | Joven Jack       | -             | Downstage Theatre | -                                                 |
| 1991              | Via Satellite                  | Camerman         | -             | Circa Theatre     | -                                                 |
| 1990 - 1995       | Blue Sky Boys                  | Don Everly       | -             | -                 | -                                                 |
| 1990              | Ladies Night                   | Craig            | -             | -                 | -                                                 |

## Premios y nominaciones
| Año  | Categoría                      | Premio                          | Teatro/Series/Película | Resultado |
| ---- | ------------------------------ | ------------------------------- | ---------------------- | --------- |
| 2010 | Best of the Theatre 2010       | NZ Herald Best of Theatre Award | Horseplay              | Ganador   |
| 2002 | Best Supporting Actor          | TV Award                        | Mercy Peak             | Ganador   |
| 1996 | Best Actor                     | Film Award                      | Jack Brown Genius      | Ganador   |
| 1993 | Best Male Dramatic Performance | Film Award                      | Braindead              | Ganador   |
| 1992 | Best Actor                     | Fantafestival Award             | Braindead              | Ganador   |